# Bermudy na Zimowych Igrzyskach Olimpijskich 1992
Bermudy na Zimowych Igrzyskach Olimpijskich 1992 reprezentował jeden zawodnik – saneczkarz Simon Payne.
Był to pierwszy w historii start reprezentacji Bermudów na zimowych igrzyskach olimpijskich.

## Saneczkarstwo
Mężczyźni
| Zawodnik    | Konkurencja | Ślizg 1 | Ślizg 2 | Ślizg 3 | Ślizg 4 | Łącznie  | Pozycja |
| ----------- | ----------- | ------- | ------- | ------- | ------- | -------- | ------- |
| Simon Payne | Jedynki     | 47,741  | 47,517  | 47,942  | 47,973  | 3:11,173 | 30.     |